# Corrado Alvaro

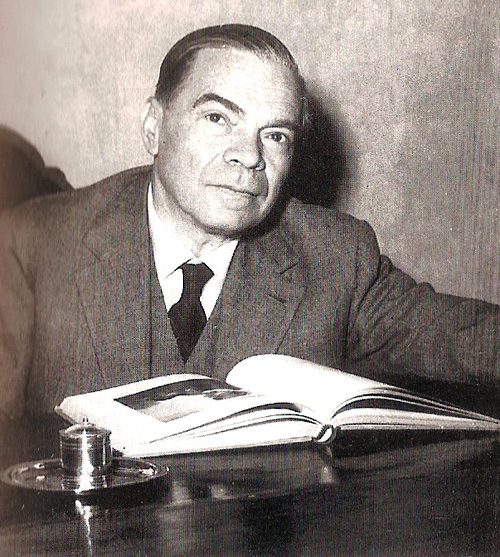
Corrado Alvaro på 1920-talet

Corrado Alvaro, född 15 april 1895 i San Luca, död 11 juni 1956 i Rom, var en italiensk journalist och författare.
Alvaro studerade i Milano och Rom och deltog i första världskriget. Han skrev dikter, berättelser och reseskildringar.